# Пластикова модель

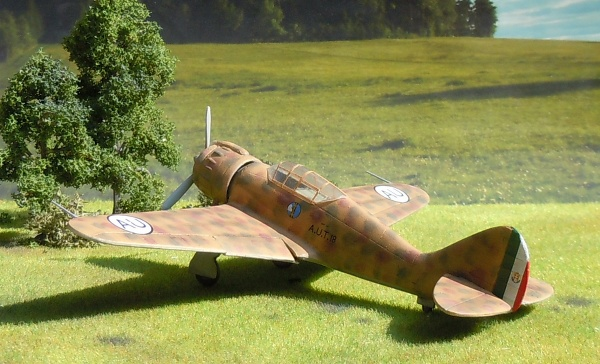
Пластикова модель літака

Набір деталей збірної моделі літака F-4 Phantom II

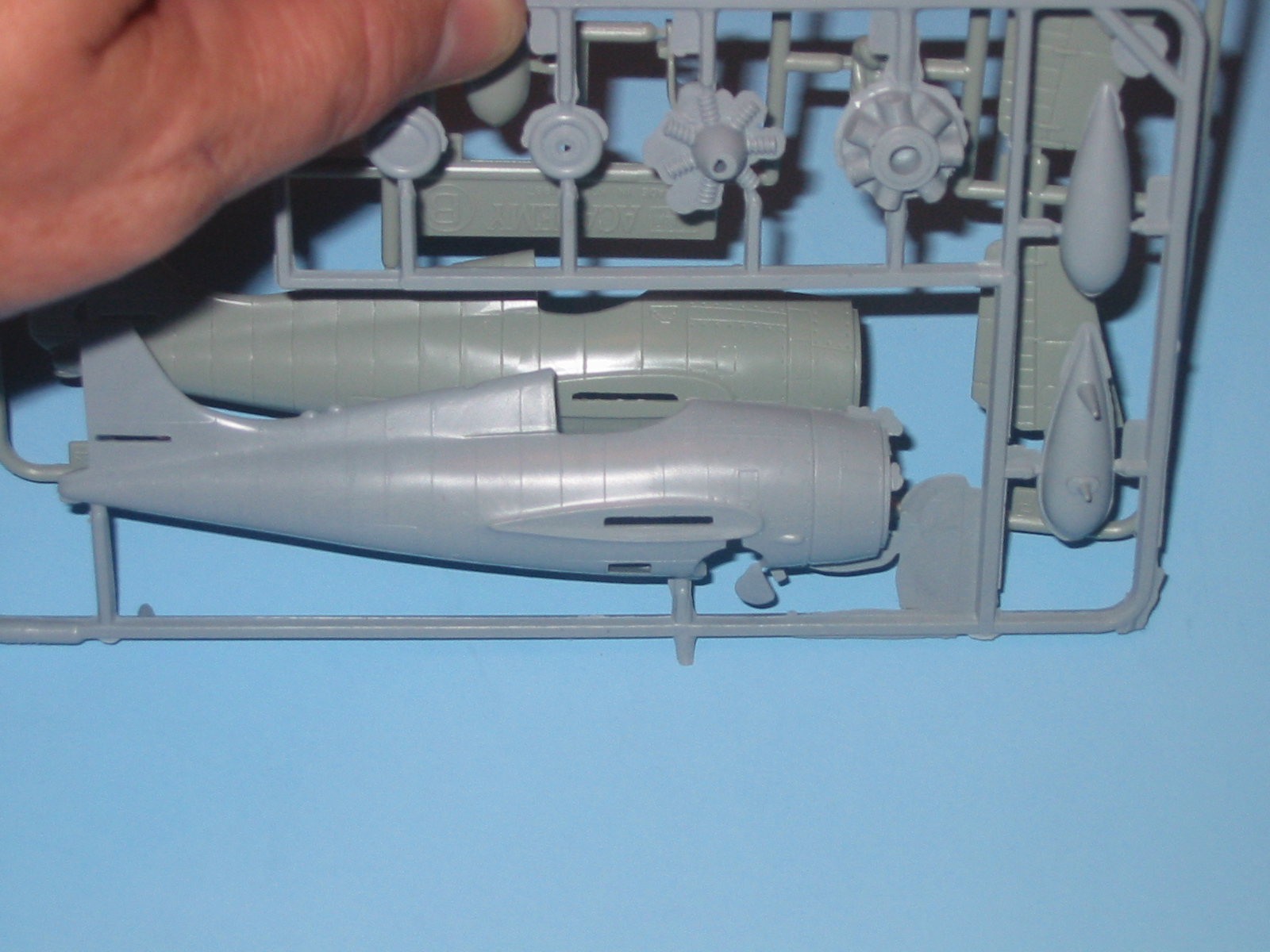
Деталі збірної моделі літака, виготовлені литтям під тиском

Пл́астикова мод́ель, або ж збірна пластикова модель — масштабна модель, копія дійсної моделі техніки, інженерних споруд чи інших об'єктів, що виготовляється елементами, які потрібно потім скласти. Є одним із видів хобі та колекціювання. Для складання моделей використовують в основному клей, розчинники типу дихлоретан, а також запаювання.

## Масштабування
Залежно від категорії моделі всі виробники світу мають ряди стандартних масштабів.
- Авіація:
  - 1/16, 1/24 — дрібні літальні апарати, дрони, окремі види озброєнь, частини або вузли механізмів літаків;
  - 1/32, 1/48 — детальні моделі бойових і легких літаків та гелікоптерів;
  - 1/72 — моделі середньої деталізації бойових, невеликих пасажирських і транспортних літаків та гелікоптерів;
  - 1/100, 1/144 — моделі великих пасажирських і військово-транспортних літаків, дирижаблів, тощо.
- Військова наземна техніка: 1/16, 1/24, 1/35, 1/48, 1/72, 1/76.
- Кораблі та водяний транспорт: 1/72, 1/96, 1/144, 1/200, 1/350, 1/400 1/450, 1/600, 1/700.
- Автомобілі: 1/8, 1/12, 1/16, 1/18, 1/20, 1/24, 1/25, 1/32, 1/35, 1/43.
- Потяги і залізничні конструкції: 1/43.5, 1/76.2, 1/87.

## Матеріали для виготовлення

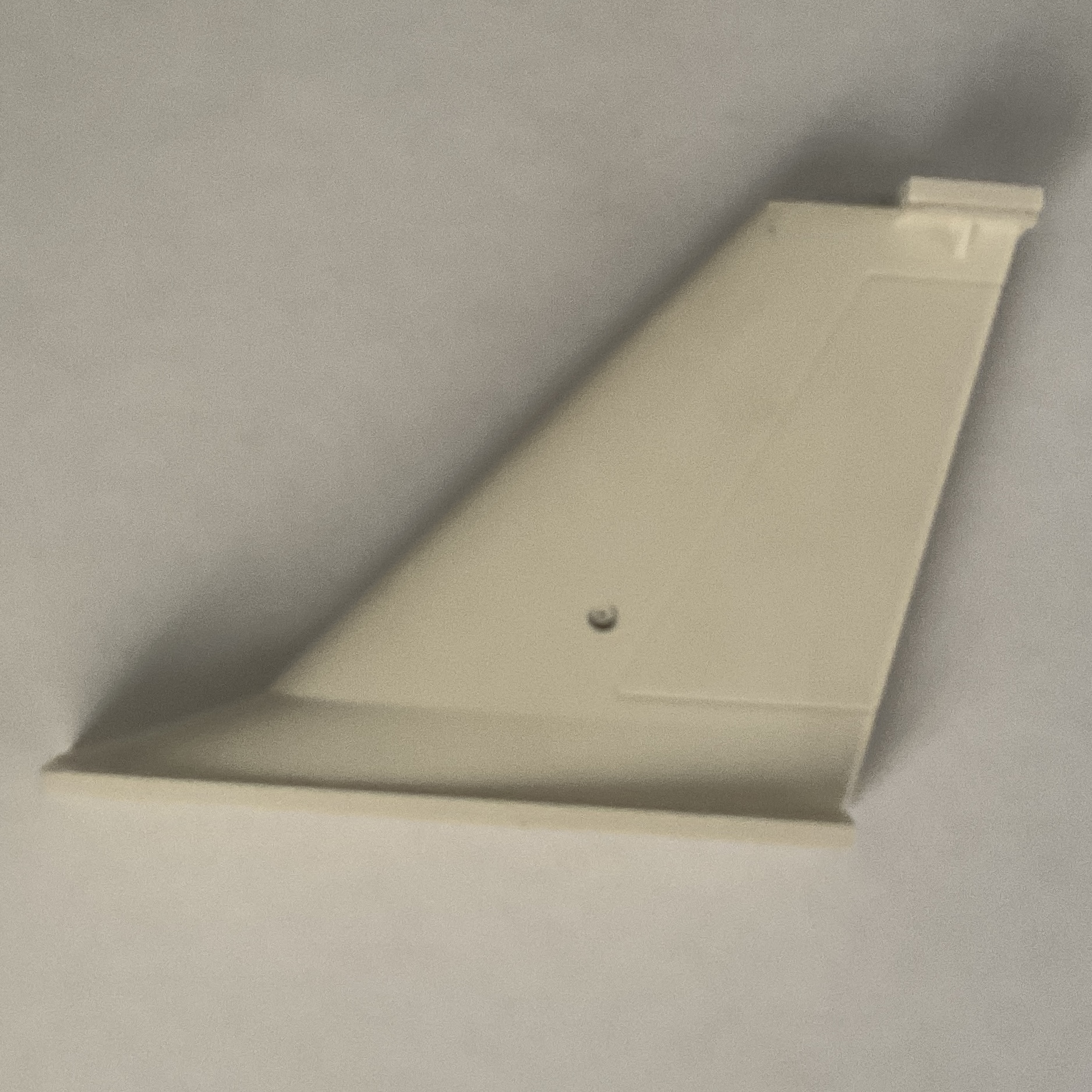
Вертикальний стабілізатор літака з набору деталей конструктора Lego (ID 54094)

З початку випуску пластикових моделей єдиним матеріалом був полістирен, однак із розвитком індустрії моделювання почали використовуватися такі речовини, як вініл, фото-травлення, епоксидна смола, гума тощо. На сьогодні полістирен залишається основним конструктивним матеріалом пластикових моделей.
Деякі виробники конструкторів, наприклад Lego, виготовляють деталі моделей літаків сумісні з іншими деталями конструкторів.
Окрім виробництва безпосередньо пластикових наборів, існує велика галузь з виробництва допоміжних матеріалів для оздоблення зібраних пластикових моделей (деколі, фарби, інструменти, деталі конструкцій з інших матеріалів, тощо).

### Технології виготовлення деталей
Для серійного виготовлення деталей пластикових моделей використовують техніку лиття пластиків під тиском, яка потребує створення точних металевих прес-форм.
Дешевшою і менш якісною технологією є лиття пластиків у гумові або силіконові матриці — цю технологію використовують для дрібносерійного виробництва, а також для виробництва в домашніх умовах.
Новою технологією є виготовлення деталей з використанням стереолітографічного 3D-друку — ця технологія є досить дорогою і вимагає спеціальне обладнання, але дозволяє створювати дрібні деталі з дуже високою точністю і навіть дозволяє друкувати рухомі механізми. Першою деталлю надрукованою стереолітографічним 3D-друком компанії LEGO стала деталь у вигляді кульмана з двох суцільнодрукованих елементів для мініфігурок Lego.
Застарілою є технологія штампування об'ємних деталей з листових пластикових матеріалів методом тиску нагрітих деталей, яку застосовували для виготовлення частин фюзеляжу, крил, ліхтарів кабін, та інших об'ємних деталей. Їй на заміну прийшла технологія виготовлення об'ємних деталей фюзеляжів з використанням склотканин та тканин з вуглецевих волокон у поєднанні зі полімерними смолами, а прозорі ліхтарі кабін виготовляють методом лиття з прозорих пластиків, замість штампування їх з листового целулоїда.

## Виробництво пластикових моделей в Україні
В Україні існувало та існує кілька виробників готових до складання наборів масштабних моделей, торгові марки яких відомі як в межах країни, так і за кордоном.
Основні торгові марки українських виробників пластикових моделей:
- Київський експериментально-механічний завод іграшок (випуск іграшок припинено у 1999)[7][8]
- Донецький завод іграшок (підприємство закрито у 2004)[9][10][11]
- ACE
- Amodel
- ICM (ICM Холдинг)
- MikroMir (Мікросвіт)
- MiniArt (МініАрт Моделс)
- ModelSvit
- RODEN
- SKIF (СКІФ)
- UM
- Military wheels

З 2012, Україна є членом Міжнародного Товариства Моделістів з Пластику.
Щорічно проводиться Всеукраїнська виставка-конкурс масштабних моделей «Мікро Світ» та міжнародні виставки-конкурси «Lviv Scale Models Fest» і «Kyiv Scale Modellers Battle», де демонструються як моделі виготовлені з пластику, так і моделі виготовлені з інших матеріалів.